# بالزرس
بالزرس (بالإنجليزية: Balzers)‏ هي municipality of Liechtenstein تقع في ليختنشتاين في ليختنشتاين. يقدر عدد سكانها بـ 4,539 نسمة ومساحتها 19.6 كم2 وترتفع عن سطح البحر 472 متر.